# NGC 6750
NGC 6750 est une galaxie spirale située dans la constellation du Dragon. Sa vitesse par rapport au fond diffus cosmologique est de 3 596 ± 35 km/s, ce qui correspond à une distance de Hubble de 53,0 ± 3,8 Mpc (∼173 millions d'al). NGC 6750 a été découverte par l'astronome américain Lewis Swift en 1885.
NGC 6750 présente une large raie HI.
À ce jour, cinq mesures non basées sur le décalage vers le rouge (redshift) donnent une distance égale à 49,720 ± 10,135 Mpc (∼162 millions d'al), ce qui est à l'intérieur des valeurs de la distance de Hubble.